# Ковалёв, Иван Иванович
Иван Иванович Ковалёв  (род. 6 сентября 1951 года, Хасавюрт, Республика Дагестан, РСФСР, СССР) — российский государственный и политический деятель. Председатель комитета Ставропольской краевой думы по бюджету, налогам и финансово-кредитной политике с 30 сентября 2021 года. Депутат Ставропольской краевой думы с 19 сентября 2021 года. Заслуженный строитель Российской Федерации. 
Первый заместитель председателя Правительства Ставропольского края (31 октября 2013 – 27 сентября 2021).
Председатель Правительства Ставропольского края (21 февраля – 10 октября 2013).

## Биография
Иван Ковалёв родился 6 сентября 1951 года в городе Хасавюрт, Республика Дагестан. Окончил обучение в Дагестанском политехническом институте по специальности «инженер-строитель». 
Позднее, получил дополнительное образование, успешно завершив курс обучения во Всероссийском заочном финансово-экономическом институте по специальности «экономист».
Трудовую деятельность, Ковалёв начал в качестве мастера - производителя работ. Далее, работал главным инженером и начальником строительного управления № 2 треста «Новомосковскхимстрой».
Затем, замещал руководящие должности в строительных организациях.
Позже, опытный управленец перешел на работу в Правительство Ставропольского края, где занял пост министра жилищно-коммунального хозяйства, строительства и архитектуры. Так же, являлся министром промышленности, энергетики и транспорта, заместителем председателя Правительства Ставропольского края — министром строительства и архитектуры края и вице-губернатором — председателем Правительства Ставропольского края.
Впоследствии, 31 октября 2013 года, Ковалёв Иван Иванович назначен на должность Первого заместителя председателя Правительства Ставропольского края.
Имеет почетное звание «Заслуженный строитель Российской Федерации».
27 сентября 2021 года покинул пост первого заместителя председателя Правительства Ставропольского края.
19 сентября 2021 года избран депутатом Ставропольской краевой думы.
30 сентября 2021 года избран на должность председателя комитета Ставропольской краевой думы по бюджету, налогам и финансово-кредитной политике.